# Radu Vâlcan
Radu Vâlcan (n. 8 februarie 1977, București) este un actor și prezentator de televiziune român. A terminat Facultatea de marketing la Academia de Studii Economice din București. În adolescență își dorea să înființeze o trupă rock. În viață a fost călăuzit de bunica lui, care este cea mai importantă persoană din viață sa, fiind cea care l-a crescut.

## Viață personală
În 2010, Adela Popescu și Radu s-au întâlnit pe platourile de filmare unde se filma telenovela Iubire și Onoare. După cinci ani de când se cunoscuseră, Adela și Radu au hotărât să să se căsătorească. În 2015 s-au căsătorit, iar în 2016 li s-a născut primul copil. În prezent, au împreună 3 copii.

## Carieră
Din august 2009, Radu Vâlcan și-a început cariera  în televiziune la Acasă TV, ca prezentator al emisiunii „Povestiri adevărate” și a  învățat foarte multe de la întreaga echipă, oferindu--se posibilitatea să evolueze personal și profesional.
Înainte de a lucra la Acasă TV, a prezentat știrile sportive la Prima TV și emisiunea „Impact”. Din cauza televiziunii nu a mai avut timp de modelling, pe care l-a lăsat deoparte pentru o perioadă de timp, și nu s-a mai dus la prezentări de modă, făcând doar câteva spoturi pentru reclame.
În televiziune a ajuns datorită unei provocări pe care a acceptat-o, ceea ce i s-a părut interesant, iar mai târziu a început să îi placă. Ulterior, a renunțat la postul de prezentator de la Acasă TV, pentru a se dedica actoriei, jucând în telenovela „Iubire și Onoare”. Atunci a și intrat în atenția publicului, iar în același an a participat la emisiunea „Dansez pentru tine” de la Pro TV, unde a câștigat un premiu de popularitate în urma voturilor primite din partea publicului. Tot în 2009, Radu Vâlcan a fost desemnat „Cea mai sexy vedetă tv” în cadrul premiilor TV Mania. 

## Activitate în film și televiziune
| Anul      | Titlul                            | Rolul                    | Notițe                |
| --------- | --------------------------------- | ------------------------ | --------------------- |
| 2009      | Povestiri Adevarate               | Prezentator              |                       |
| 2011      | Pariu cu Viața                    | Tudor                    |                       |
| 2011      | Iubire și Onoare                  | Amir bin Hussein el-Jisr | protagonist 2 sezoane |
| 2013      | O nouă viață                      | Tudor                    |                       |
| 2015 2016 | „Temptation Island-Insula iubirii | Prezentator              |                       |
| 2016      | #Selfie 69                        | Bărbat București 1       |                       |

- 2017- My Little Pony Filmul- Regele Storm (dialog română) [3]